# Tenis en 2025
Esta página muestra todos los Torneos celebrados en el Tenis en 2025.

## ATP Tour[1]
El ATP World Tour 2025 es el circuito de la élite mundial del tenis profesional organizado por la Asociación de Tenistas Profesionales (ATP) para la temporada 2025. El calendario del ATP Tour está comprendido por los 4 Torneos de Grand Slam (supervisado por la Federación Internacional de Tenis (ITF), los Torneos que comprenden el ATP Masters 1000, el ATP 500, el ATP 250, la Copa Davis (organizado por la ITF) y las ATP Finals.

### ATP Masters 1000
El ATP Masters 1000 será un conjunto de 9 torneos de tenis que forman parte del tour de la Asociación de Tenistas Profesionales (ATP), celebrados anualmente a través de todo el año en Europa, Norteamérica y Asia. La serie constituye en los más prestigiosos torneos en el tenis masculino después de los 4 Torneos de Grand Slam y las ATP Finals.
| Semana del   | Torneo       | También conocido como        | Superficie    | Campeón                       | Finalista                       | Resultado              |
| ------------ | ------------ | ---------------------------- | ------------- | ----------------------------- | ------------------------------- | ---------------------- |
| Individuales |              |                              |               |                               |                                 |                        |
| 5 de marzo   | Indian Wells | BNP Paribas Open             | Dura          | Jack Draper                   | Holger Rune                     | 6-2, 6-2               |
| 18 de marzo  | Miami        | Miami Open presented by Itaú | Dura          | Jakub Mensik                  | Novak Djokovic                  | 7-6(7-4), 7-6(7-4)     |
| 6 de abril   | Montecarlo   | Rolex Monte-Carlo Masters    | Tierra batida | Carlos Alcaraz                | Lorenzo Musetti                 | 3-6, 6-1, 6-0          |
| 22 de abril  | Madrid       | Mutua Madrid Open            | Tierra batida | Casper Ruud                   | Jack Draper                     | 7-5, 3-6, 6-4          |
| 6 de mayo    | Roma         | Internazionali BNL d'Italia  | Tierra batida | Carlos Alcaraz                | Jannik Sinner                   | 7-6(7-5), 6-1          |
|              | Toronto      | Rogers Cup                   | Dura          | Bandera de ?                  | Bandera de ?                    |                        |
|              | Cincinnati   | Western & Southern Open      | Dura          | Bandera de ?                  | Bandera de ?                    |                        |
|              | Shanghái     | Rolex Shanghai Masters       | Dura          | Bandera de ?                  | Bandera de ?                    |                        |
|              | París        | BNP Paribas Masters          | Dura (i)      | Bandera de ?                  | Bandera de ?                    |                        |
| ATP Finals   |              |                              |               |                               |                                 |                        |
|              | Londres      | Nitto ATP Finals             | Dura (i)      | Bandera de ?                  | Bandera de ?                    |                        |
| Dobles       |              |                              |               |                               |                                 |                        |
| Semana del   | Torneo       | También conocido como        | Superficie    | Campeones                     | Finalistas                      | Resultado              |
| 5 de marzo   | Indian Wells | BNP Paribas Open             | Dura          | Marcelo Arévalo Mate Pavić    | Sebastian Korda Jordan Thompson | 6-3, 6-4               |
| 18 de marzo  | Miami        | Miami Open presented by Itaú | Dura          | Marcelo Arévalo Mate Pavić    | Julian Cash Lloyd Glasspool     | 7-6(7-3), 6-3          |
| 6 de abril   | Montecarlo   | Rolex Monte-Carlo Masters    | Tierra batida | Romain Arneodo Manuel Guinard | Julian Cash Lloyd Glasspool     | 1-6, 7-6(10-8), [10-8] |
| 22 de abril  | Madrid       | Mutua Madrid Open            | Tierra batida | Bandera de ? · Bandera de ?   | Bandera de ? · Bandera de ?     |                        |
|              | Roma         | Internazionali BNL d'Italia  | Tierra batida | Bandera de ? · Bandera de ?   | Bandera de ? · Bandera de ?     |                        |
|              | Toronto      | Rogers Cup                   | Dura          | Bandera de ? · Bandera de ?   | Bandera de ? · Bandera de ?     |                        |
|              | Cincinnati   | Western & Southern Open      | Dura          | Bandera de ? · Bandera de ?   | Bandera de ? · Bandera de ?     |                        |
|              | Shanghái     | Rolex Shanghai Masters       | Dura          | Bandera de ? · Bandera de ?   | Bandera de ? · Bandera de ?     |                        |
|              | París        | BNP Paribas Masters          | Dura (i)      | Bandera de ? · Bandera de ?   | Bandera de ? · Bandera de ?     |                        |
| ATP Finals   |              |                              |               |                               |                                 |                        |
|              | Londres      | Nitto ATP Finals             | Dura (i)      | Bandera de ? · Bandera de ?   | Bandera de ? · Bandera de ?     |                        |

### ATP Tour 500
El ATP World Tour 500 es un conjunto de 16 torneos de tenis que forman parte del tour de la Asociación de Tenistas Profesionales (ATP), celebrados anualmente a través de todo el año en Europa, Norteamérica y Asia. La serie constituye en los más prestigiosos torneos en el tenis masculino después de los 4 Torneos de Grand Slam, el Nitto ATP Finals y el ATP World Tour Masters 1000.
| Semana del    | Torneo         | También conocido como                   | Superficie    | Campeón                         | Finalista                     | Resultado               |
| ------------- | -------------- | --------------------------------------- | ------------- | ------------------------------- | ----------------------------- | ----------------------- |
| Individuales  |                |                                         |               |                                 |                               |                         |
| 3 de febrero  | Dallas         | Dallas Open                             | Dura (i)      | Denis Shapovalov                | Casper Ruud                   | 7-6(7-5), 6-3           |
| 3 de febrero  | Róterdam       | ABN AMRO World Tennis Tournament        | Dura (i)      | Carlos Alcaraz                  | Álex de Miñaur                | 6-4, 3-6, 6-2           |
| 17 de febrero | Doha           | Qatar Exxonmobil Open                   | Dura (i)      | Andrey Rublev                   | Jack Draper                   | 7-5, 5-7, 6-1           |
| 17 de febrero | Río de Janeiro | Rio Open presented by Claro             | Tierra batida | Sebastián Báez                  | Alexandre Müller              | 6-2, 6-3                |
| 24 de febrero | Dubái          | Dubai Duty Free Tennis Championships    | Dura          | Stefanos Tsitsipas              | Félix Auger-Aliassime         | 6-3, 6-3                |
| 24 de febrero | Acapulco       | Abierto Mexicano Telcel                 | Dura          | Tomáš Macháč                    | Alejandro Davidovich          | 7-6(8-6), 6-2           |
| 14 de abril   | Barcelona      | Barcelona Open Banc Sabadell            | Tierra batida | Holger Rune                     | Carlos Alcaraz                | 7-6(8-6), 6-2           |
| 14 de abril   | Múnich         | BMW Open by American Express            | Hierba        | Alexander Zverev                | Ben Shelton                   | 6-2, 6-4                |
| 19 de mayo    | Hamburgo       | Bet-At-Home Open                        | Tierra batida | Bandera de ?                    | Bandera de ?                  |                         |
| 16 de junio   | Queen's        | Cinch Championships                     | Hierba        | Bandera de ?                    | Bandera de ?                  |                         |
| 16 de junio   | Halle          | Terra Wortmann Open                     | Césped        | Bandera de ?                    | Bandera de ?                  |                         |
|               | Washington     | Citi Open                               | Dura          | Bandera de ?                    | Bandera de ?                  |                         |
|               | Pekín          | China Open                              | Dura          | Bandera de ?                    | Bandera de ?                  |                         |
|               | Tokio          | Rakuten Japan Open Tennis Championships | Dura          | Bandera de ?                    | Bandera de ?                  |                         |
|               | Viena          | Erste Bank Open                         | Dura (i)      | Bandera de ?                    | Bandera de ?                  |                         |
|               | Basilea        | Swiss Indoors Basel                     | Dura (i)      | Bandera de ?                    | Bandera de ?                  |                         |
| Dobles        |                |                                         |               |                                 |                               |                         |
| Semana del    | Torneo         | También conocido como                   | Superficie    | Campeones                       | Finalistas                    | Resultado               |
| 3 de febrero  | Dallas         | Dallas Open                             | Dura (i)      | Christian Harrison Evan King    | Ariel Behar Robert Galloway   | 7-6(7-4), 7-6(7-4)      |
| 3 de febrero  | Róterdam       | ABN AMRO World Tennis Tournament        | Dura (i)      | Simone Bolelli Andrea Vavassori | Sander Gillé Jan Zieliński    | 6-2, 4-6, [10-6]        |
| 17 de febrero | Doha           | Qatar Exxonmobil Open                   | Dura (i)      | Julian Cash Lloyd Glasspool     | Joe Salisbury Neal Skupski    | 6-3, 6-2                |
| 17 de febrero | Río de Janeiro | Rio Open presented by Claro             | Tierra batida | Rafael Matos Marcelo Melo       | Pedro Martínez Jaume Munar    | 6-2, 7-5                |
| 24 de febrero | Dubái          | Dubai Duty Free Tennis Championships    | Dura          | Yuki Bhambri Alexei Popyrin     | Harri Heliövaara Henry Patten | 3-6, 7-6(14-12), [10-8] |
| 24 de febrero | Acapulco       | Abierto Mexicano Telcel                 | Dura          | Christian Harrison Evan King    | Sadio Doumbia Fabien Reboul   | 6-4, 6-0                |
| 14 de abril   | Barcelona      | Barcelona Open Banc Sabadell            | Tierra batida | Sander Arends Luke Johnson      | Joe Salisbury Neal Skupski    | 6-3, 6-7(1-7), [10-6]   |
| 14 de abril   | Múnich         | BMW Open by American Express            | Hierba        | André Göransson Sem Verbeek     | Kevin Krawietz Tim Puetz      | 6-4, 6-4                |
| 19 de mayo    | Hamburgo       | Bet-At-Home Open                        | Tierra batida | Bandera de ? · Bandera de ?     | Bandera de ? · Bandera de ?   |                         |
| 16 de junio   | Quenn's        | Fever-Tree Championships                | Césped        | Bandera de ? · Bandera de ?     | Bandera de ? · Bandera de ?   |                         |
| 16 de junio   | Halle          | Noventi Open                            | Césped        | Bandera de ? · Bandera de ?     | Bandera de ? · Bandera de ?   |                         |
|               | Washington     | Citi Open                               | Dura          | Bandera de ? · Bandera de ?     | Bandera de ? · Bandera de ?   |                         |
|               | Pekín          | China Open                              | Dura          | Bandera de ? · Bandera de ?     | Bandera de ? · Bandera de ?   |                         |
|               | Tokio          | Rakuten Japan Open Tennis Championships | Dura          | Bandera de ? · Bandera de ?     | Bandera de ? · Bandera de ?   |                         |
|               | Viena          | Erste Bank Open                         | Dura (i)      | Bandera de ? · Bandera de ?     | Bandera de ? · Bandera de ?   |                         |
|               | Basilea        | Swiss Indoors Basel                     | Dura (i)      | Bandera de ? · Bandera de ?     | Bandera de ? · Bandera de ?   |                         |

## WTA Tour[2]
El WTA Tour 2025 es la élite mundial del tenis femenino profesional organizado por la Women's Tennis Association (WTA) para la temporada 2025. El calendario de la WTA Tour 2025 comprende los 4 Torneos de Grand Slam (supervisados por la Federación Internacional de Tenis (ITF)), los WTA 1000 , WTA 500 y los WTA 250, la Copa Billie Jean King (organizada por la ITF) y los campeonatos de fin de Año (el WTA Tour Championships y el WTA Elite Trophy).

#### WTA 1000
Los WTA 1000 es un conjunto de 10 torneos de tenis que forman parte del tour de la Asociación de la Women's Tennis Association (WTA), celebrados anualmente a través de todo el año en Europa, Norteamérica y Asia, además de que son los que reparten mayor dinero en la categoría por ser los más importantes solo por detrás de los 4 Torneos de Grand Slam y el WTA Finals.
| Semana del    | Torneo       | También conocido como        | Superficie    | Campeona                           | Finalista                         | Resultado             |
| ------------- | ------------ | ---------------------------- | ------------- | ---------------------------------- | --------------------------------- | --------------------- |
| Individuales  |              |                              |               |                                    |                                   |                       |
| 9 de febrero  | Catar        | Qatar Total Energies Open    | Dura          | Amanda Anisimova                   | Jelena Ostapenko                  | 6-4, 6-3              |
| 16 de febrero | Dubái        | Dubái Tennis Championships   | Dura          | Mirra Andreeva                     | Clara Tauson                      | 7-6(7-1), 6-1         |
| 5 de marzo    | Indian Wells | Indian Wells                 | Dura          | Mirra Andreeva                     | Aryna Sabalenka                   | 2-6, 6-4, 6-3         |
| 18 de marzo   | Miami        | Miami Open presented by Itaú | Dura          | Bandera de ?                       | Bandera de ?                      |                       |
|               | Madrid       | Mutua Madrid Open            | Tierra batida | Bandera de ?                       | Bandera de ?                      |                       |
|               | Roma         | Internazionali BNL d'Italia  | Tierra batida | Bandera de ?                       | Bandera de ?                      |                       |
|               | Montreal     | Rogers Cup                   | Dura          | Bandera de ?                       | Bandera de ?                      |                       |
|               | Cincinnati   | Western & Southern Open      | Dura          | Bandera de ?                       | Bandera de ?                      |                       |
|               | Pekín        | China Open                   | Dura          | Bandera de ?                       | Bandera de ?                      |                       |
|               | Wuhan        | Wuhan Open                   | Dura          | Bandera de ?                       | Bandera de ?                      |                       |
| WTA Finals    |              |                              |               |                                    |                                   |                       |
|               | WTA Finals   | WTA Finals                   | Dura (i)      | Bandera de ?                       | Bandera de ?                      |                       |
| Dobles        |              |                              |               |                                    |                                   |                       |
| Semana del    | Torneo       | También conocido como        | Superficie    | Campeonas                          | Finalistas                        | Resultado             |
| 9 de febrero  | Catar        | Qatar Total Energies Open    | Dura          | Sara Errani Jasmine Paolini        | Xinyu Jiang Fang-hsien Wu         | 7-5, 7-6(12-10)       |
| 16 de febrero | Dubái        | Dubái Tennis Championships   | Dura          | Kateřina Siniaková Taylor Townsend | Su-Wei Hsieh Jelena Ostapenko     | 7-6(7-5), 6-4         |
| 18 de marzo   | Indian Wells | Indian Wells                 | Dura          | Asia Muhammad Demi Schuurs         | Tereza Mihalíková Olivia Nicholls | 6-2, 7-6(7-4)         |
| 18 de marzo   | Miami        | Miami Open presented by Itaú | Dura          | Mirra Andreeva Diana Shnaider      | Cristina Bucșa Miyu Kato          | 6-3, 6-7(5-7), [10-2] |
|               | Madrid       | Mutua Madrid Open            | Tierra batida | Bandera de ? · Bandera de ?        | Bandera de ? · Bandera de ?       |                       |
|               | Roma         | Internazionali BNL d'Italia  | Tierra batida | Bandera de ? · Bandera de ?        | Bandera de ? · Bandera de ?       |                       |
|               | Toronto      | Rogers Cup                   | Dura          | Bandera de ? · Bandera de ?        | Bandera de ? · Bandera de ?       |                       |
|               | Cincinnati   | Western & Southern Open      | Dura          | Bandera de ? · Bandera de ?        | Bandera de ? · Bandera de ?       |                       |
|               | Pekín        | China Open                   | Dura          | Bandera de ? · Bandera de ?        | Bandera de ? · Bandera de ?       |                       |
|               | Wuhan        | Wuhan Open                   | Dura          | Bandera de ? · Bandera de ?        | Bandera de ? · Bandera de ?       |                       |
| WTA Finals    |              |                              |               |                                    |                                   |                       |
|               | WTA Finals   | WTA Finals                   | Dura (i)      | Bandera de ? · Bandera de ?        | Bandera de ? · Bandera de ?       |                       |

#### WTA 500
Los WTA 500 es un conjunto de torneos de tenis que forman parte del tour de la Asociación de la Women's Tennis Association (WTA), celebrados anualmente a través de todo el año en Europa, Norteamérica y Asia, aLa serie constituye en los más prestigiosos torneos en el tenis masculino después de los 4 Torneos de Grand Slam, las WTA Finals y los WTA 1000.
| Semana del      | Torneo      | También conocido como        | Superficie        | Campeona                          | Finalista                           | Resultado        |
| --------------- | ----------- | ---------------------------- | ----------------- | --------------------------------- | ----------------------------------- | ---------------- |
| Individuales    |             |                              |                   |                                   |                                     |                  |
| 30 de diciembre | Brisbane    | Brisbane International       | Dura              | Aryna Sabalenka                   | Polina Kudermetova                  | 4-6, 6-3, 6-2    |
| 6 de enero      | Adelaida    | Adelaide International       | Dura              | Madison Keys                      | Jessica Pegula                      | 6-3, 4-6, 6-1    |
| 27 de enero     | Linz        | Linz Open                    | Dura (i)          | Ekaterina Alexandrova             | Dayana Yastremska                   | 6-2, 3-6, 7-5    |
| 3 de febrero    | Abu Dabi    | Abu Dhabi Open               | Dura              | Belinda Bencic                    | Ashlyn Krueger                      | 4-6, 6-1, 6-1    |
| 24 de febrero   | Charleston  | Volvo Car Open               | Tierra Batida (v) | Jessica Pegula                    | Sofia Kenin                         | 6-3, 7-5         |
| 14 de abril     | Stuttgart   | Porsche Tennis Grand Prix    | Tierra Batida (i) | Jeļena Ostapenko                  | Aryna Sabalenka                     | 6-4, 6-1         |
| 19 de mayo      | Estrasburgo | Internationaux de Strasbourg | Tierra Batida     | Bandera de ?                      | Bandera de ?                        |                  |
| 9 de junio      | Londres     | LTA London Championships     | Césped            | Bandera de ?                      | Bandera de ?                        |                  |
| 16 de junio     | Berlín      | Berlin Ladies Open           | Césped            | Bandera de ?                      | Bandera de ?                        |                  |
| 23 de junio     | Bad Homburg | Bad Homburg Open             | Césped            | Bandera de ?                      | Bandera de ?                        |                  |
|                 | Washington  | Mubadala Citi DC Open        | Dura              | Bandera de ?                      | Bandera de ?                        |                  |
|                 | Monterrey   | Monterrey Open               | Dura              | Bandera de ?                      | Bandera de ?                        |                  |
|                 | Guadalajara | Guadalajara Open             | Dura              | Bandera de ?                      | Bandera de ?                        |                  |
|                 | Seúl        | Korea Open                   | Dura              | Bandera de ?                      | Bandera de ?                        |                  |
|                 | Ningbo      | Ningbo Open                  | Dura              | Bandera de ?                      | Bandera de ?                        |                  |
|                 | Tokio       | Pan Pacific Open             | Dura              | Bandera de ?                      | Bandera de ?                        |                  |
| Dobles          |             |                              |                   |                                   |                                     |                  |
| Semana del      | Torneo      | También conocido como        | Superficie        | Campeonas                         | Finalistas                          | Resultado        |
| 30 de diciembre | Brisbane    | Brisbane International       | Dura              | Mirra Andreeva Diana Shnaider     | Priscilla Hon Anna Kalinskaya       | 7-6(8-6), 7-5    |
| 6 de enero      | Adelaida    | Adelaide International       | Dura              | Hanyu Guo Alexandra Panova        | Beatriz Haddad Maia Laura Siegemund | 7-5, 6-4         |
| 27 de enero     | Linz        | Linz Open                    | Dura (i)          | Timea Babos Luisa Stefani         | Lyudmyla Kichenok Nadiia Kichenok   | 3-6, 7-5, [10-4] |
| 3 de febrero    | Abu Dabi    | Abu Dhabi Open               | Dura              | Jelena Ostapenko Ellen Perez      | Kristina Mladenovic Shuai Zhang     | 6-2, 6-1         |
| 24 de febrero   | Charleston  | Volvo Car Open               | Tierra Batida (v) | Jeļena Ostapenko Erin Routliffe   | Caroline Dolehide Desirae Krawczyk  | 6-4, 6-2         |
| 14 de abril     | Stuttgart   | Porsche Tennis Grand Prix    | Tierra Batida (i) | Gabriela Dabrowski Erin Routliffe | Ekaterina Alexandrova Shuai Zhang   | 6-3, 6-3         |
| 19 de mayo      | Estrasburgo | Internationaux de Strasbourg | Tierra Batida     | Bandera de ? · Bandera de ?       | Bandera de ? · Bandera de ?         |                  |
| 9 de junio      | Londres     | LTA London Championships     | Césped            | Bandera de ? · Bandera de ?       | Bandera de ? · Bandera de ?         |                  |
| 16 de junio     | Berlín      | Berlin Ladies Open           | Césped            | Bandera de ? · Bandera de ?       | Bandera de ? · Bandera de ?         |                  |
| 23 de junio     | Bad Homburg | Bad Homburg Open             | Césped            | Bandera de ? · Bandera de ?       | Bandera de ? · Bandera de ?         |                  |
|                 | Washington  | Mubadala Citi DC Open        | Dura              | Bandera de ? · Bandera de ?       | Bandera de ? · Bandera de ?         |                  |
|                 | Monterrey   | Monterrey Open               | Dura              | Bandera de ? · Bandera de ?       | Bandera de ? · Bandera de ?         |                  |
|                 | Guadalajara | Guadalajara Open             | Dura              | Bandera de ? · Bandera de ?       | Bandera de ? · Bandera de ?         |                  |
|                 | Seúl        | Korea Open                   | Dura              | Bandera de ? · Bandera de ?       | Bandera de ? · Bandera de ?         |                  |
|                 | Ningbo      | Ningbo Open                  | Dura              | Bandera de ? · Bandera de ?       | Bandera de ? · Bandera de ?         |                  |
|                 | Tokio       | Pan Pacific Open             | Dura              | Bandera de ? · Bandera de ?       | Bandera de ? · Bandera de ?         |                  |

## Torneos de Grand Slam

### Abierto de Australia
| Categoría            | Campeones                          | Finalistas                          | Resultado en la final     |
| Individual masculino | Jannik Sinner                      | Alexander Zverev                    | 6-3, 7-6(7-4), 6-3        |
| Individual femenino  | Madison Keys                       | Aryna Sabalenka                     | 6-3, 2-6, 7-5             |
| Dobles masculino     | Harri Heliövaara Henry Patten      | Simone Bolelli Andrea Vavassori     | 6-7(16-18), 7-6(7-5), 6-3 |
| Dobles femenino      | Kateřina Siniaková Taylor Townsend | Su-Wei Hsieh Jeļena Ostapenko       | 6-2, 6-7(4-7), 6-3        |
| Dobles mixtos        | Olivia Gadecki John Peers          | Kimberly Birrell John-Patrick Smith | 3-6, 6-4, [10-6]          |

## Eventos por equipos

### United Cup
La United Cup 2025 es la edición N.º 3 del torneo de tenis mixto.
|  | Cuartos de final    | Cuartos de final    | Cuartos de final    |                 |                | Semifinales    | Semifinales | Semifinales |  |                | Final          | Final      | Final      |  |
|  | Del 1 al 3 de enero | Del 1 al 3 de enero | Del 1 al 3 de enero |                 |                | 4 de enero     | 4 de enero  | 4 de enero  |  |                | 5 de enero     | 5 de enero | 5 de enero |  |
|  |                     |                     |                     |                 |                |                |             |             |  |                |                |            |            |  |
|  |                     |                     |                     |                 |                |                |             |             |  |                |                |            |            |  |
|  | 1.º A               | Estados Unidos      | 3                   |                 |                |                |             |             |  |                |                |            |            |  |
|  | 1.º A               | Estados Unidos      | 3                   |                 |                |                |             |             |  |                |                |            |            |  |
|  | 2.º P               | China               | 0                   |                 |                |                |             |             |  |                |                |            |            |  |
|  | 2.º P               | China               | 0                   |                 | Estados Unidos | Estados Unidos | 3           |             |  |                |                |            |            |  |
|  |                     |                     |                     |                 | Estados Unidos | Estados Unidos | 3           |             |  |                |                |            |            |  |
|  |                     |                     | República Checa     | República Checa | 0              |                |             |             |  |                |                |            |            |  |
|  | 1.º D               | Italia              | República Checa     | República Checa | 0              | 1              |             |             |  |                |                |            |            |  |
|  | 1.º D               | Italia              |                     |                 |                |                |             |             |  |                |                |            |            |  |
|  | 2.º S               | República Checa     | 2                   |                 |                |                |             |             |  |                |                |            |            |  |
|  | 2.º S               | República Checa     | 2                   |                 |                |                |             |             |  | Estados Unidos | Estados Unidos | 2          |            |  |
|  |                     |                     |                     |                 |                |                |             |             |  | Estados Unidos | Estados Unidos | 2          |            |  |
|  |                     |                     | Polonia             | Polonia         | 0              |                |             |             |  |                |                |            |            |  |
|  | 1.º C               | Kazajistán          | Polonia             | Polonia         | 0              | 2              |             |             |  |                |                |            |            |  |
|  | 1.º C               | Kazajistán          |                     |                 |                |                |             |             |  |                |                |            |            |  |
|  | 1.º E               | Alemania            | 1                   |                 |                |                |             |             |  |                |                |            |            |  |
|  | 1.º E               | Alemania            | 1                   |                 | Kazajistán     | Kazajistán     | 0           |             |  |                |                |            |            |  |
|  |                     |                     |                     |                 | Kazajistán     | Kazajistán     | 0           |             |  |                |                |            |            |  |
|  |                     |                     | Polonia             | Polonia         | 3              |                |             |             |  |                |                |            |            |  |
|  | 1.º B               | Polonia             | Polonia             | Polonia         | 3              | 3              |             |             |  |                |                |            |            |  |
|  | 1.º B               | Polonia             |                     |                 |                |                |             |             |  |                |                |            |            |  |
|  | 1.º F               | Reino Unido         | 0                   |                 |                |                |             |             |  |                |                |            |            |  |
|  | 1.º F               | Reino Unido         | 0                   |                 |                |                |             |             |  |                |                |            |            |  |
|  |                     |                     |                     |                 |                |                |             |             |  |                |                |            |            |  |

### Copa Davis
La Copa Davis 2025 es la edición N.º 111 del torneo de selecciones nacionales masculinas de tenis más importante del mundo.

### Copa Billie Jean King
La Copa Billie Jean King 2025 es la edición N.°60 del torneo de selecciones nacionales femeninas de tenis más importante del Mundo.

### Resultado final
| United Cup 2025 | Laver Cup 2025 | Copa Billie Jean King 2025 | Copa Davis 2025 |
| Estados Unidos  |                |                            |                 |

## Retiros
- Diego Schwartzman[3]
- Richard Gasquet[4]
- Denis Kudla
- Fernando Verdasco[5]
- Albert Ramos[6]